# Трофимов, Александр Михайлович (футболист)
Александр Михайлович Трофимов (11 сентября 1937, Баку, Азербайджанская ССР — 5 сентября 2002, Липецк, Россия) — советский футболист, полузащитник, мастер спорта СССР (1966), тренер.

## Биография
С 1952 года — в бакинской юношеской команде «Трудовые резервы». В 1957 году перешёл в «Трудовые резервы» Липецк, где провёл четыре сезона. В 1961—1969 годах играл в чемпионате СССР в составе «Нефтяника»/«Нефтчи» Баку — 257 матчей, 9 голов, бронзовый призёр чемпионата 1966.
В 1973—1974 — тренер «Нефтчи». В 1977 тренер «Араза» Нахичевань. В 1978 — старший тренер «Карабаха» Степанакерт. Работал в «Автомобилисте» Мингечаур тренером (1981), начальником команды (1985—1986), главным тренером (1987). Главный тренер «Пластика» (Сальяны, Азербайджан) (1992). Работал тренером в «Спартаке» (Казинка), чемпион (1995), серебряный призёр (1997, 1999), бронзовый призёр (1996) Липецкой области, обладатель Кубка области (1995, 1996).
Скончался 5 сентября 2002 года, не дожив шести дней до 65-летия. Похоронен на Матырском кладбище Липецка.
Сын Михаил также футболист.